# Naira
Naira (₦ - Nigerian naira) är den valuta som används i Nigeria i Afrika. Valutakoden är NGN. 1 naira = 100 kobo.

## Historia
Naira ges ut av Central Bank of Nigeria – CBN. Banken grundades 1959 (efter parlamentsbeslut året innan) och har numera sitt huvudkontor i Abuja.
Valutan infördes i januari 1973 och ersatte då det nigerianska pundet. 1 naira motsvarade vid sin lansering 10 gamla shillings.
I oktober 2021 lanserades e-Naira, den digitala versionen av statens valuta, officiellt i Nigeria. Detta var den första e-valutan som sjösatts av en afrikansk centralbank. Orsaken till lanseringen var att underlätta "finansiellt inkluderande", öka transaktioner över nationsgränserna och förenkla överföringar av bankmedel från utlandsboende nigerianer till medborgare bosatt i landet. Ett år efter lanseringen hade e-Naira dock endast blivit använd av 0,5 procent av nigerianerna.
Våren 2024 varierade valutans värde runt 1 400 naira på 1 US-dollar (cirka 130 naira/SEK).

## Valörer
- mynt: 1 och 2 naira
- underenhet: 50 kobo
- sedlar: 5, 10, 20, 50, 100, 200, 500 och 1 000 NGN